# Josh Forrest
Josh Forrest (Paducah, 24 febbraio 1992) è un giocatore di football americano statunitense che milita nel ruolo di linebacker per i New York Jets della National Football League (NFL).

## Biografia

### Los Angeles Rams
Dopo avere giocato al college a football all'Università del Kentucky, Forrest fu scelto nel corso del sesto giro (190º assoluto) del Draft NFL 2016 dai Los Angeles Rams. Debuttò come professionista subentrando nella gara del primo turno contro i San Francisco 49ers e la settimana successiva disputò la prima gara come titolare contro i Seattle Seahawks. Il 22 novembre fu inserito in lista infortunati, chiudendo la sua stagione da rookie con 9 tackle e un passaggio deviato in dieci presenze, quattro delle quali come titolare. Il 9 settembre 2017 fu svincolato.

### Seattle Seahawks
Il 16 ottobre 2017, Forrest firmò con la squadra di allenamento dei Seattle Seahawks. Con essi disputò due partite, chiudendo l'annata in lista infortunati.

### New York Jets
Nel 2018 Forrest firmò con i New York Jets.